# Делауеър (окръг, Оклахома)
Вижте пояснителната страница за други населени места с името Делауеър.
Окръг Делауеър (на английски: Delaware County) е окръг в щата Оклахома, Съединени американски щати. Преди да се превърне в окръг Делауеър, голяма част от района е известен като област Делауеър на нацията Чароки. Площта му е 2051 km², а населението – 31 077 души (2000). Административен център е град Джей.